# باك رومز

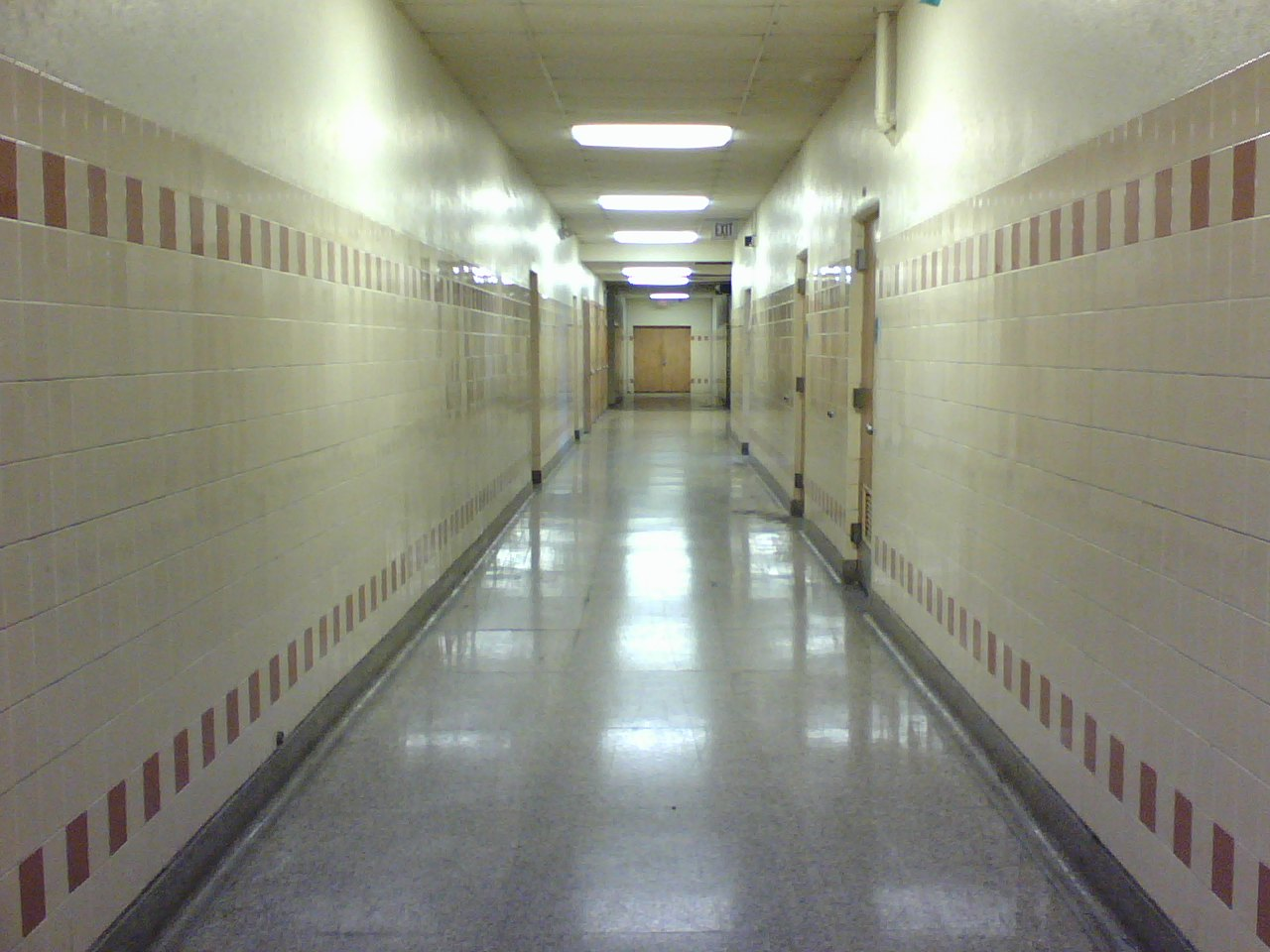
مدخل فارغ في الطابق الأول من مدرسة ضمن الغرف الخلفية

باك رومز أو الغرف الخلفية (بالإنجليزية: The Backrooms)‏ هي أسطورة مدنية وكريبيباستا تحكي قصة عَن متاهات لا نهاية لها، وتتضمَّن تلك المتاهات غرف مكتبيَّة. يُقال أنَّها تتميز برائحة السجاد المُبلل، وتتكون مِن جُدران ذات نبرة أُحاديَّة اللون والتي تكون مُلوّنة باللون الأصفر، مع وجود أضواء الفلورسنت الصاخبة. وقد قام مستخدمو الإنترنت بإنشاء مُستويات وأشكالٍ مُختلفة من تلك الغُرف، ولكنَّ النسخة الأصلية جاءت من فقرة على موقع فورتشان تَتضمَّن تعليقًا على منشور يطلب صور مُريبة، حيثُ اخترع مستخدم مجهول قصة بناءًا على إحدى الصور المنشورة.